# Каменченко, Пётр Викторович
Пётр Ви́кторович Каме́нченко (родился 3 января 1958 года, село Берново, Калининская область, СССР) — российский врач-психиатр, журналист, главный редактор еженедельника «Футбол» в период с 2004 по 2013 год, а также журнала «Великие клубы» — приложения к еженедельнику. Кандидат медицинских наук. В 2014—2018 годах — заместитель главного редактора интернет-портала «Лента.ру».

## Биография
Пётр Каменченко родился 3 января 1958 года в селе Берново Тверской области в семье врачей. По его рассказам, он с детства хотел стать журналистом, окончил английскую спецшколу, а также выиграл несколько олимпиад по английскому языку.

### Образование
В 1975 году поступил на факультет журналистики МГУ. После того как Пётр понял, что «практически каждый второй знает английский на его уровне», он решил попробовать свои силы в медицине.
В 1976—1982 годах учился в Московском медицинском институте имени Семашко (ныне — Московский государственный медико-стоматологический университет). Окончил институт по специализации «Психиатрия».
В 1992 году Каменченко защитил диссертацию на тему «Проблема острых психических расстройств, вызванных тяжёлым стрессом» и получил звание кандидата медицинских наук.

### Медицина
По окончании вуза Пётр Каменченко с 1982 по 1988 год работал врачом-психиатром в Московской городской клинической психиатрической больнице № 15, затем работал в Америке с ветеранами Вьетнама, с людьми, страдающими алкогольной и наркотической зависимостью, неблагополучными детьми, а также с пострадавшими от землетрясения в Армении. Также работал практикующим врачом. Являлся заведующим лабораторией анорексии в одной из московских больниц.
В 1993 году Пётр был приглашён в совместный российско-британский проект «Московская высшая школа социальных и экономических наук», где в течение некоторого времени занимался преподавательской деятельностью.

### Печатная журналистика
С 1996 года работал журналистом в ряде российских периодических изданий: в «Столице» (и её приложении, затем ставшим журналом «Афиша»), «Совершенно секретно» Артёма Боровика, «Версии», «Большом городе». В «Столице» Пётр был автором статей о туризме, а также на темы, связанные с проблемами алкоголизма и наркомании. В «Версии» в течение трёх лет вёл колонку под названием «Пётр Каменченко — друг всех шизофреников и алкоголиков».
В октябре 2004 года по решению тогдашнего владельца еженедельника «Футбол» Александра Вайнштейна Пётр Каменченко был назначен главным редактором еженедельника «Футбол». Под его руководством издание в сентябре 2006 года сменило формат с чёрно-белого на полностью цветной, а также в 2008 году в нём был создан рекламный отдел. На страницах «Футбола» Каменченко также вёл рубрику «Обратная связь», где общался с читателями и отвечал на их вопросы, связанные с футболом, выступал с авторскими колонками (некоторые из них часто критиковались журналистами Валерием и Олегом Винокуровыми в эфире их радиопередачи). Также был главным редактором журнала, рассказывающего о лучших футбольных клубах России и Европы «Великие клубы» — ежемесячного приложения к еженедельнику «Футбол». Первый номер приложения увидел свет в январе 2006 года.
Пётр Каменченко возглавлял «Футбол» в течение 9 лет — с 2004 по 2013 год. Покинул еженедельник в марте 2013 года.
В сентябре 2013 года на страницах «Комсомольской правды» было опубликовано исследование Петра Каменченко, посвящённое кандидатам в мэры Москвы на выборах 8 сентября 2013 года.
С апреля 2014 года работает в интернет-портале «Лента.ру». Изначально — заместитель главного редактора портала, впоследствии — специальный корреспондент.

### Появление на телевидении, радио и Интернет-ресурсах
Пётр Каменченко также появлялся на телеэкране как приглашённый участник в различных телепередачах. В конце 1990-х годов он был постоянным участником-соведущим телевизионной программы о наркомании «Сумерки» с Михаилом Козыревым на телеканале НТВ и радиостанции Maximum (позднее ставшей программой «Кома»).
Был консультантом ОРТ и НТВ по вопросам практической психологии.
В середине-конце 2000-х годов, уже будучи главным редактором еженедельника «Футбол», также периодически принимал участие в футбольном ток-шоу «90 минут» на спортивных каналах «НТВ-Плюс».
С декабря 2017 года открыл свой личный блог «Обмани меня» на YouTube, где выпускает аналитический и политический видеоконтент. Согласно аннотации, «психиатр Пётр Каменченко знает, когда политики и чиновники лгут — ведь их выдают собственные жесты, мимика и интонации».

## Награды
Пётр Каменченко — лауреат Премии Правительства России в области СМИ 2010 года.
Лауреат премии СМИротворец, вручаемой Федеральным агентством по делам национальностей и Гильдии межэтнической журналистики за лучшую публикацию в интернет СМИ 2017 года.

## Личная жизнь
Пётр Каменченко женат, пятеро детей. В числе интересов — футбол, парусный туризм, музыка, кино, книги, фотография, марки. Также Пётр Каменченко знаком с такими известными российскими рок-музыкантами, как Гарик Сукачёв, Константин Кинчев, Александр Ф. Скляр, Юрий Шевчук.